# Am I the Drama?
Am I the Drama? (с англ. — «Я — драма?») — предстоящий второй студийный альбом американской хип-хоп-исполнительницы и автора песен Карди Би, выпуск которого запланирован на 19 сентября 2025 года на лейбле Atlantic Records. Альбом представляет собой продолжение её дебютной пластинки Invasion of Privacy (2018).

## Предыстория и создание
После выхода дебютного альбома Invasion of Privacy (2018) Карди Би частично отошла от музыкальной деятельности, сосредоточив внимание на материнстве, а также начала осваивать другие направления индустрии развлечений — в частности, телевидение и моду. Несмотря на коллаборации с различными артистами и выпуск нескольких синглов в последующие годы, релиз её второго студийного альбома неоднократно откладывался — по признанию самой артистки, в силу стремления к совершенству и высокого давления, связанного с ожиданиями публики и индустрии.
Этот альбом, выход которого состоится спустя более чем семь лет после дебюта, создавался в течение шести лет и будет включать композиции как с новыми артистами, так и с исполнителями, с которыми Карди уже сотрудничала ранее. 22 июня 2025 года исполнительница опубликовала тизер с намёком на предстоящий анонс пластинки, а на следующий день официально представила её обложку и дату релиза в социальных сетях.
Альбом Am I The Drama? будет включать 23 трека, в том числе ранее выпущенные хиты: «WAP» (2020), «Up» (2021) и «Outside» (2025).

## Релиз и промо
Спустя шесть месяцев после выхода Invasion of Privacy Карди Би представила сингл «Money», положив начало серии самостоятельных релизов и коллабораций, в которых она фигурировала в качестве ведущей артистки. В течение последующих семи лет ею было выпущено ещё двенадцать треков, включая ставшие лидерами американского чарта Billboard Hot 100 композиции «WAP» (2020) и «Up» (2021).
В 2024 году исполнительница вернулась с треком «Like What (Freestyle)» — экспериментальной работой с частыми сменами бита, которая ознаменовала начало нового творческого этапа. За ним последовал сингл «Enough (Miami)», быстро ставший вирусным хитом и обеспечивший ей попадание в десятку лучших песен чарта Billboard Hot 100. Незадолго до официального анонса альбома артистка выпустила композицию «Outside». Помимо полноценных релизов, Карди Би периодически публиковала фрагменты новых треков в социальных сетях, подогревая интерес слушателей к будущему материалу.

## Список композиций
Список взят из официального сайта Apple Music.
| №   | Название                              | Автор(ы) | Продюсер(ы)                                      | Длительность |
| --- | ------------------------------------- | --- | ------------------------------------------------ | ------------ |
| 12. | «Outside»                             | Belcalis Almanzar Ernest Brown III James D. Steed Jorden Thorpe Orville Hall Phillip Price Roosevelt Jean Yakki Davis Micaela Moore | Charlie Heat HeyMicki                            | 3:26         |
| 22. | «Up»                                  | Almanzar Edis Selmani Steed Thorpe Joshua Baker Matthew Allen                                                                       | DJ SwanQo Pardison Fontaine Sean Island Yung Dza | 2:36         |
| 23. | «WAP» (featuring Megan Thee Stallion) | Almanzar Austin Owens Frank Rodriguez James Foye III Thorpe Megan Pete                                                              | Ayo the Producer Keyz                            | 3:07         |